# Карабайо (мова)
Карабайо («Amazonas Macusa», Aroje, Carabayo, Yuri) — некласифікована індіанська мова, яка перебуває під загрозою зникнення, якою розмовляє неконтактний народ карабайо, що проживає в довгих будинках на півдорозі між річками Пуре і Сан-Бернандо в департаменті Амасонас у Колумбії. Назви «макусу» або «маку» (дикун) довільно застосовують до неконтактних груп.
За результатами досліджень німецьких та колумбійських вчених, карабайо належить до тикуна-юрійської сім'ї.